# 六眼井站
六眼井站位于中华人民共和国江西省南昌市西湖区象山南路与南浦路和干家前街交叉口，是南昌地铁3号线的地铁车站，车站于2020年12月26日和3号线一同启用。

## 车站结构
车站为地下二层岛式车站:55；北端设双存车折返线:36。

### 楼层
| 1层  | 地面               | 出入口                       |  |  |
| -1层 | 站厅               | 自动售票机、客服中心         |  |  |
| -2层 |                    | █ 3号线 往银三角北（绳金塔） |  |  |
|      | 岛式站台，左侧开门 |                              |  |  |
|      |                    | █ 3号线 往京东大道（八一馆） |  |  |

### 设计
本站是3号线的特色站之一。六眼井曾有“南昌第一井”之誉，抗战时新四军战地服务团曾经驻扎此处也是近现代重要史迹及代表性建筑典范。车站以“井”的轮廓为设计元素，结合科技的灯光进行组合运用在天花板，打造一个时尚、简约又具有文化气息的站点。

### 出入口
| 编号                   | 指示         | 图片 | 建议前往的目的地                                         |
| ---------------------- | ------------ | ---- | -------------------------------------------------------- |
| 出口 · 1L · 升降机标志 | 象山南路东侧 |      | 干家前街、三眼井街、南昌新四军军部旧址                   |
| 出口 · 3L              | 象山南路西侧 |      | 南浦路、育婴巷、都司前街、象山文化广场、南昌市第二十中学 |
| 註： 設有              |              |      |                                                          |

## 历史
- 在2012年的规划中显示该站名为“孺子路站”[3]。
- 2014年3月21日公布的“南昌市城市快速轨道交通建设规划（2014-2020）环评”显示本站名为南浦路站[4]。
- 2015年5月5日《南昌市城市轨道交通第二期建设规划(2015-2021)》得国家发改委批复，显示本站名为“南浦路站”[5]。
- 2015年7月20日南昌市轨道交通3号线工程环境影响评价文件拟受理情况的公示，[6]公布了《南昌市轨道交通3号线工程环境影响报告书（公示稿）》[1]。
- 2015年8月4日《关于南昌市轨道交通3号线工程规划选址的批前公示》，“南浦路站”位于南浦路与象山南路的交叉口[7][8]。
- 2016年8月6日南昌晚报报道了地铁2、3号线车站改名情况；本站改名为六眼井站[9]。